# Dedeler
Dedeler (kurd. Zizan) ist ein Dorf im Landkreis Yüksekova der türkischen Provinz Hakkâri. Dedeler liegt in Südostanatolien auf 1.860 m über dem Meeresspiegel, ca. 11 km südöstlich von Yüksekova.
Dedeler bedeutet Großväter.  Der ursprüngliche Name Zizan ist beim Katasteramt registriert.
Im Jahr 2000 lebten 797 Menschen in Dedeler. 2009 hatte die Ortschaft 986 Einwohner.